# Punta Rassa
Punta Rassa – jednostka osadnicza w Stanach Zjednoczonych, w stanie Floryda, w hrabstwie Lee, nad Zatoką Meksykańską.